# Ivanovo oblast
Ivanovo oblast (ryska: Ивановская область, Ivanovskaja oblast) är ett oblast i Ryssland med en yta på 21 800 km² och lite mer än 1 miljon invånare. Den administrativa huvudorten är Ivanovo, och andra större städer är Kinesjma och Sjuja. Ivanovo oblast upprättades den 11 mars 1936.